# SOYJOYマン
SOYJOYマン（そいじょいマン）は、プロレスリング華☆激に所属するプロレスラー。大塚製薬の商品SOYJOYとタイアップした選手である。

## 概要
SOYJOY6種類のイメージカラーをマスク頭部に走らせた、上着のないウルトラマンの様なイメージのマスクマン。
大塚製薬株式会社徳島ワジキ工場で、SOYJOYの原料ドライフルーツと大豆豆（だいずまめ）、そしておいしさの秘密である、焼き加減、水分量、食感、味、見た目などを開発していく過程で突然誕生。
「これ、大豆ですから」をキャッチフレーズに、身体を張ってお菓子よりも健康的で、機能性食品よりもナチュラルなSOYJOYを、忙しく働く女性に紹介し続けている。

## プロフィール
- 2007年4月3日生まれ。
- 性別：男
- 身長：10cm～無限大∞
- 体重：30g～無限大∞
- 戦闘能力：未知数
- 出生地：大塚製薬徳島ワジキ工場（徳島県那賀郡那賀町）
- 得意技：ソイジョイ6の字固め
- 入場曲：「大豆PARADISE」
- イメージカラー：SOYJOY6種類の色。試合によって色が変わる（例えば、2007年8月12日のデビュー戦では、サンザシ味のパッケージをイメージしたシルバーと赤で登場。サンザシ味のSOYJOYマンだった）。